# Сінтя-Маре
Сінтя-Маре (рум. Sintea Mare) — село у повіті Арад в Румунії. Адміністративний центр комуни Сінтя-Маре.
Село розташоване на відстані 419 км на північний захід від Бухареста, 45 км на північний схід від Арада, 89 км на північ від Тімішоари.

## Населення
За даними перепису населення 2002 року у селі проживали 1247 осіб.
Національний склад населення села:
| Національність | Кількість осіб | Відсоток |
| -------------- | -------------- | -------- |
| румуни         | 1212           | 97,2%    |
| цигани         | 16             | 1,3%     |
| угорці         | 12             | 1,0%     |

Рідною мовою назвали:
| Мова      | Кількість осіб | Відсоток |
| --------- | -------------- | -------- |
| румунська | 1211           | 97,1%    |
| угорська  | 15             | 1,2%     |
| циганська | 15             | 1,2%     |